# Tang Jun-sang
Tang Jun-sang (coréen : 탕준상) est un acteur sud-coréen  né le 13 août 2003. Il est reconnu pour son rôle dans la série télévisée Crash Landing on You (2019-2020) et son rôle principal dans Move to Heaven (2021) et Racket Boys (2021).

## Biographie

### Jeunesse
Tang est né à Séoul d'un père malais chinois et d'une mère sud-coréenne, Tang détenant la nationalité sud-coréenne de sa mère.
Tang étudie les arts dramatiques et le cinéma au Département  de l'Université Chung-Ang.

### Carrière
Il commence sa carrière en tant qu'acteur à l'âge de sept ans dans  Billy Elliot the musical (2010) puis dans d'autres comédies musicales telles que Eileigh Seabed, West Pyeonje, KinkyBoots et Assassin.
En 2014, Tang fait ses débuts au théâtre dans Pluto Secret Order en tant que Lee Seo Jin et poursuit avec des seconds rôles dans divers films et drames.
Il est surtout connu pour son rôle de Geum Eun Dong - un jeune soldat nord-coréen dans Crash Landing on You (2019-2020) qui est devenu le drame tvN le mieux noté et le troisième drame télévisé sud-coréen le mieux noté de l'histoire de la télévision par câble.
En 2021, Tang obtient le rôle principal  dans la série originale de Netflix Move to Heaven où il incarne Han Geu-ru, un jeune homme atteint du syndrome d'Asperger, aux côtés de Lee Je-hoon. La même année, il joue un rôle principal dans la série télévisée Racket Boys pour laquelle il reçoit le prix du meilleur jeune acteur aux SBS Drama Awards 2021.

## Filmographie

### Court-métrage
- 2017 : Arrival : Garçon
- 2020 : Bike thief : Ki-tae[3]
- 2021 : Unframed (en) – Blue happiness[4]

### Cinéma
- 2016 : A Melody To Remember : Choun Shik
- 2018 : Seven Years of Night : Seo-won (jeune)
- 2018 : Young-ju : Young-in[5]
- 2019 : Birthday : Woo Chan
- 2019 : The King's Letters : Hak-Jo
- 2022 : In Our Prime (en) : Lee Tae Yeon[6]
- 2024 : Wonderland (원더랜드) de Kim Tae-yong : Choi Jin-gu

### Séries télévisées
- 2014 : Pluto Secret Order : Lee Seo-jin
- 2014-2015 : Single-minded Dandelion (en) : Seo Joon Ho (jeune)
- 2015 : My grandmother
- 2018 : A Poem a Day (en) : Kyu-Min
- 2019-2020 : Crash Landing on You : Geum Eun-dong
- 2021 : Racket Boys : Yoon Hae-kang

### Web-séries
- 2021 : Move to Heaven : Han Geu-Roo
- prévu en 2025 : Newtopia (뉴토피아) : Sam-soo

## Théâtre

### Comédie musicale
- 2010 : Billy Elliot (빌리 엘리어트) : Un garçon
- 2011 : Mozart (모차르트) : Amadeus Mozart
- 2011 : The Last Empress (en) (명성황후) : Seiko
- 2012 : Elisabeth (엘리자벳) : Rodolphe (jeune)
- 2012 : Mozart (모차르트) : Amadeus Mozart
- 2012 : Assassins (어쌔신) :Billy
- 2013 : Les misérables (레미제라블) : Gavroche
- 2013 : Kinky Boots (킹키부츠) : Lola
- 2014 : West Pyeonje (서편제) : Dong-ho (jeune)

### Théâtre
- 2016 : Hamlet-The Play (햄릿 - 더 플레이) : Hamlet (jeune)

## Distinctions

### Nominations
- Asia Contents Awards 2021 : Révélation masculine de l'année pour Move to Heaven[7],[8]

### Récompenses
- Cine 21 (en) Awards 2021 : Révélation masculine de l'année pour Move to Heaven et Racket Boys[9]
- SBS Drama Awards (en) 2021 : Révélation masculine de l'année pour Racket Boys[2]